# Nøvlingskov Efterskole
Nøvlingskov Efterskole er en dansk efterskole, der ligger i Skibbild/Nøvling mellem Herning og Vildbjerg.
Efterskolen har 6 linjefag: Fodbold, Volleyball, Håndværk, Musik, Krea, Outdoor og mange forskellige valgfag.
Skolen kan rumme 108 elever. Nøvlingskov Efterskole bygger på det kristne livs- og menneskesyn, som vi møder det i den danske folkekirke.  
Skolen er medlem af Efterskoleforeningen.